# オクラホマステート・カウボーイズ&カウガールズ

オクラホマステート・カラーのビッグ12のロゴ

オクラホマステート・カウボーイズ（英語: Oklahoma State Cowboys）および オクラホマステート・カウガールズ（英語: Oklahoma State Cowgirls）は、アメリカ合衆国オクラホマ州スティルウォーターに本部を置くオクラホマ州立大学のカレッジスポーツ競技チームである。NCAAディビジョンI（フットボールはFBS）のビッグ12カンファレンス所属。

## 概要
オクラホマ州立大学はこれまでに計52個のNCAA全米タイトルを獲得しており、これは全米大学チームの優勝回数で第4位である。これらのタイトルは、レスリング (34回) 、ゴルフ (11回) 、バスケットボール (2回) 、野球 (1回) 、クロスカントリー (4回) らが獲得している。
現在、同大学の体育会理事は2021年7月1日に任したマイク・ホルダーに代わってチャド・ワイバーグが務めている。

## 歴史と伝統
1957年以前までオクラホマ州立大学はオクラホマA&Mとして知られていた。他のランドグラント・スクール (ランドグラント大学) と同様、アギーズと主に呼ばれていたが、タイガースと呼ばれることもあった。しかし、1923年にA&Mはペットのトラ (スクールカラーのオレンジと黒の由来) に代わる新しいマスコットを探していた。休戦記念日のパレードを先導する有名なカウボーイ、フランク・イートンを見た学生たちが、イートンに新しいマスコットのモデルにならないかと打診したところ快諾してくれた。この風刺画は「ピストル・ピート」というニックネームで呼ばれるようになった。

### 歴代所属カンファレンス
- 独立 (1901–1914)
- サウスウェスト・カンファレンス (1914–1924)
- ミズーリ・バレー・インターカレッジ・アスレチック・アソシエーション (1924–1927)
- ミズーリ・バレー・カンファレンス (1927–1956)
- 独立 (1956–1957)
- ビッグ・エイト・カンファレンス (1957–1996)
- ビッグ12カンファレンス (1996–現在)

## 競技チーム
| 男子スポーツ                            | 女子スポーツ     |
| --------------------------------------- | ---------------- |
| 野球                                    | バスケットボール |
| バスケットボール                        | クロスカントリー |
| クロスカントリー                        | 馬術             |
| フットボール                            | ゴルフ           |
| ゴルフ                                  | サッカー         |
| テニス                                  | ソフトボール     |
| 陸上†                                   | テニス           |
| レスリング                              | 陸上†            |
| †屋外競技チームと室内競技チームがある。 |                  |

オクラホマ州立大学は、パワー5で女子バレーボールがスポンサーになっていない2校のうちの1校である (もう1校はヴァンダービルト) 。

### バスケットボール

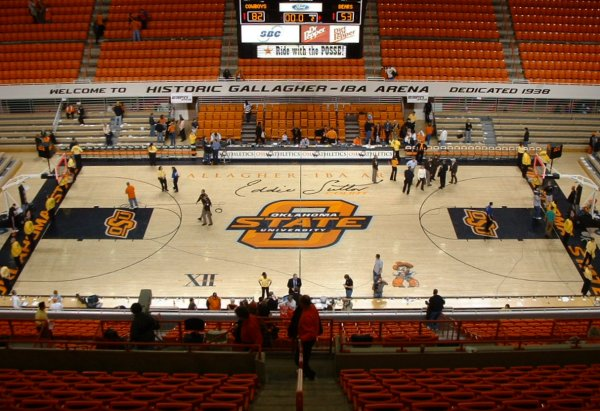
ギャラガー＝イバ・アリーナ

#### 男子バスケットボール
オクラホマ州立大学男子バスケットボールチームは、NCAAトーナメントに過去30回以上出場するカレッジバスケットボールの強豪校である。
オクラホマ州立大学が初めてバスケットボールのコートに立ったのは1908年で、その後ヘンリー・イバヘッドコーチのもと、1945年と1946年に2年連続でNCAAチャンピオンを制覇している。A&Mのセンターだったボブ・カーランドは、2度の優勝の際にトーナメントMVPに選ばれ、2回受賞はカーランドが史上初である。その後、オクラホマ州立大学は、合計6回のファイナル・フォーへ出場を果たした。
1995年と2004年にもエディ・サットンヘッドコーチのもと、ファイナル・フォーに進出した。その後、サットンの息子であるシーン・サットンが2006年からヘッドコーチを務めたが、2008年3月31日に辞任した。現在はブラッド・アンダーウッドがイリノイ大学ファイティングイライナイのヘッドコーチに就任したため、ヘッドコーチに昇格したマイク・ボイントン (Mike Boynton) が務めている。
カウボーイズ出身の主なNBA選手はボブ・カーランドをはじめ、トニー・アレン、ジョーイ・グラハム、ブライアント・リーヴス、デズモンド・メイソン、マーカス・スマート、2021年のドラフトで全体1位指名されたケイド・カニングハムなどがいる。

#### 女子バスケットボール
オクラホマ州立大学女子バスケットボールチームが設立されたのは、1972-1973シーズンである。前任ヘッドコーチのカート・バドケ (Kurt Budke) がシーズン開幕直後の2011年11月にアーカンソー州で飛行機事故で亡くなり、現在はジム・リッテルがヘッドコーチを務めている。

### フットボール
ブーン・ピケンズ・スタジアム内のルイス・フィールドで試合を行っている。

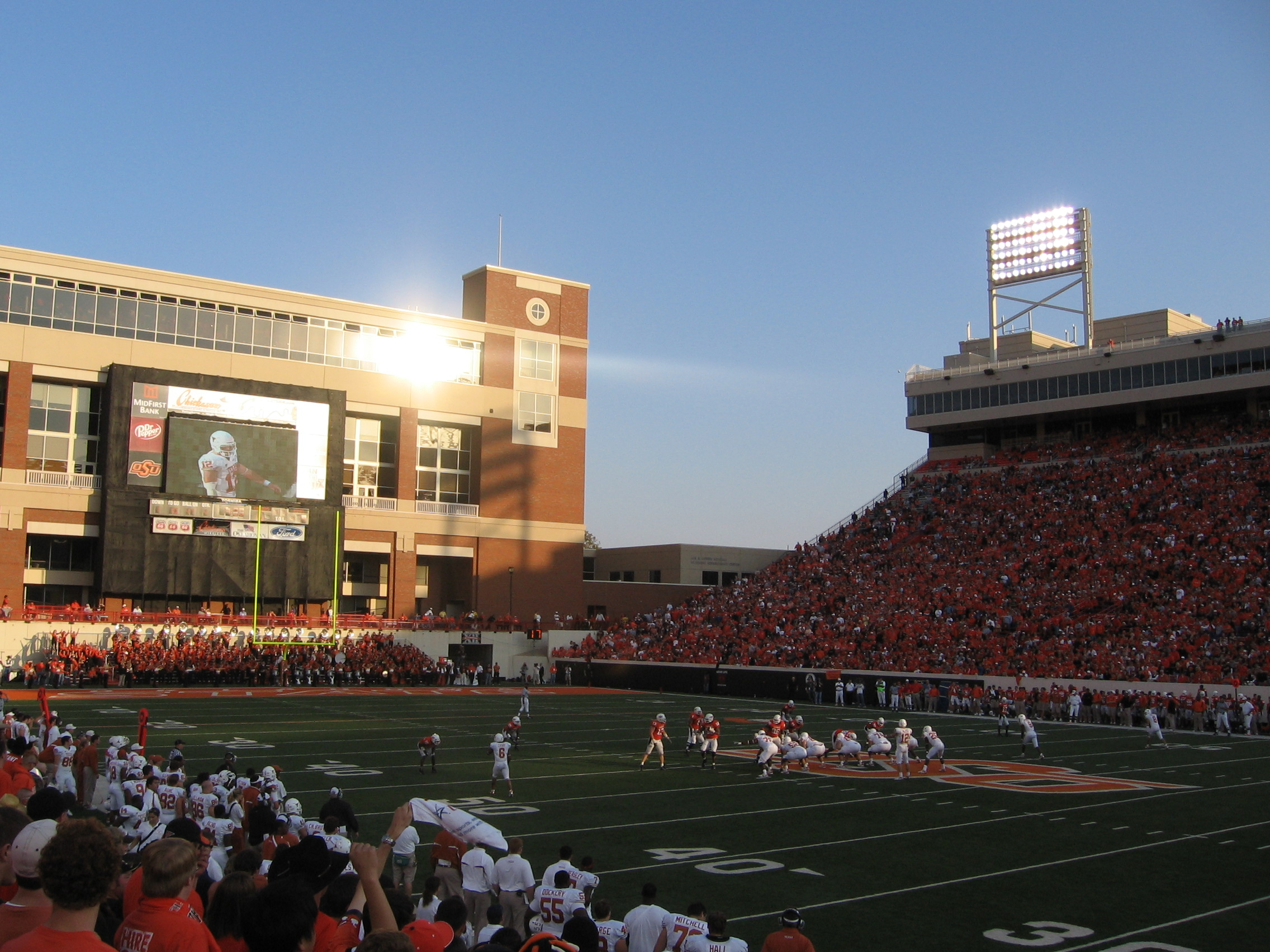
2007年のフットボールチーム

オクラホマ州立大学フットボールチームは、ディビジョンI-Aのボウル・チャンピオンシップ・シリーズに出場することができるビッグ12カンファレンスに加盟し、これまでに28回のボウルゲームに参加、11年連続で出場しているなど、カレッジフットボール界における屈指の強豪校である。
カウボーイズが獲得したナショナル・チャンピオンはこれまでに11回、ハイズマン賞受賞者は1名 (1988年のバリー・サンダース) 、プロフットボール殿堂入りは2名、オールアメリカンには53名が名を連ねている。
2005年にニューオーリンズ／オクラホマシティ・ホーネッツが一時移転してくるまで同州はプロスポーツチーム過疎地とあって、同校のスポーツ熱は非常に高く、ライバル校のオクラホマ大学とのフットボールの試合は、毎年一度に特に盛り上がる。
1945年のオクラホマA&Mチームは、2016年10月にアメリカンフットボールコーチ協会からナショナル・チャンピオンを遡及的に授与された。当時アギーズは9勝0敗でシーズンを終え、シュガーボウルではセント・メリーズ・カレッジに33-13で勝利した。

### ゴルフ
カーステン・クリーク (Karsten Creek) がオクラホマ州立大学男女ゴルフチームのホームコースとして使用されている。トム・ファジオのレイアウトは、ゴルフダイジェストの「ベスト・ニュー・パブリック・コース」に選ばれ、2003年、2011年、2018年にNCAA男子ゴルフ選手権の開催地となった。

### レスリング
オクラホマ州立大学のレスリング部は強いことが有名で、NCAAタイトル48回のうち、34回を占める。この34回のチームタイトルは一つの競技における最多獲得記録となっている。

## タイトル

### NCAAチームチャンピオン
オクラホマ州立大学は、NCAAチーム選手権で合計52回優勝している。
- 男子 (52回)
  - 野球 (1): 1959
  - バスケットボール (2): 1945, 1946
  - クロスカントリー (4): 1954, 2009, 2010, 2012
  - ゴルフ (11): 1963, 1976, 1978, 1980, 1983, 1987, 1991, 1995, 2000, 2006, 2018
  - レスリング (34): 1928 (非公式), 1929–30, 1931 (非公式), 1933 (非公式), 1934–35, 1937–42, 1946, 1948–49, 1954–56, 1958–59, 1961–62, 1964, 1966, 1968, 1971, 1989–90, 1994, 2003–06
- その他:
  - Big 12 Conference national team titles
  - List of NCAA schools with the most NCAA Division I championships

### その他のナショナル・チャンピオン
- 男子 (1回)
  - フットボール (1): 1945 †
- 女子 (4回)
  - 馬術 (Varsity Western) (4): 2003, 2004, 2006, 2013

† AFCAより遡及して授与された。